# Ministerstwo Administracji, Gospodarki Terenowej i Ochrony Środowiska
Ministerstwo Administracji, Gospodarki Terenowej i Ochrony Środowiska – polskie ministerstwo istniejące w latach 1975–1983, powołane w celu objęcia polityką państwa całokształtu spraw administracji, gospodarki terenowej oraz ochrony środowiska. Minister był członkiem Rady Ministrów.

## Utworzenie urzędu
Na podstawie ustawy z 1975 r. o utworzeniu urzędu Ministra Administracji, Gospodarki Terenowej i Ochrony Środowiska w miejsce zniesionego Ministerstwa Gospodarki Terenowej i Ochrony Środowiska.

## Ministrowie
- Tadeusz Bejm (1975–1976)
- Emil Wojtaszek (1976)
- Maria Milczarek (1976–1979)
- Józef Kępa (1979–1981)
- Tadeusz Hupałowski (1981–1983)
- Włodzimierz Oliwa (1983)

## Zakres działania urzędu
Do zakresu działania należały sprawy zastrzeżone dotychczas do właściwości Ministerstwa Gospodarki Terenowej i Ochrony Środowiska, a ponadto sprawy:
- organizacji i funkcjonowania działalności terenowych organów administracji państwowej;
- bieżącej koordynacji i kontroli działalności terenowych organów administracji państwowej;
- oceny wykonania planu społeczno-gospodarczego rozwoju województw;
- rozstrzygania sporów między terenowymi organami administracji państwowej stopnia wojewódzkiego;
- geodezji kartografii;
- architektury miast i wsi;
- miejscowych planów zagospodarowani przestrzennego miast i wsi;
- wywłaszczenia nieruchomości;
- kontroli przestrzegania prawa budowlanego oraz nadzoru nad projektowaniem urbanistycznym miast i wsi;
- gospodarki komunalnej i mieszkaniowej;
- ochrony środowiska, w szczególności ochrony wód przed zanieczyszczeniem, zieleni oraz powietrza atmosferycznego.

## Kompetencje urzędu
Minister w trybie określonym odrębnymi przepisami:
- tworzył, łączył i znosił gminy, dokonywał zmian ich granic oraz ustalał ich siedziby i nazwy;
- dokonywał zmian granic miast;
- ustalał i zmieniał nazwy miejscowości i obiektów fizjograficznych.

## Szczegółowy zakres działania urzędu
Na podstawie rozporządzenia Rady Ministrów z 1975 r. do zakresu działania Ministra Administracji, Gospodarki Terenowej i Ochrony Środowiska należały następujące dziedziny.
W dziedzinie organizacji i funkcjonowania terenowych organów administracji państwowej
- przygotowywanie dla Rady Ministrów materiałów niezbędnych do wykonywania uprawnień w zakresie koordynacji działalności terenowych organów administracji państwowej, nadawania kierunku ich pracy oraz oceny działalności terenowych organów administracji państwowej stopnia wojewódzkiego,
- przygotowywanie dla Prezesa Rady Ministrów materiałów niezbędnych do wykonywania uprawnień w zakresie nadzoru nad terenowymi organami administracji państwowej, w szczególności dotyczących kierowania ich działalnością, wydawania zarządzeń w sprawie wykonania określonych zadań, rozstrzygania spraw spornych pomiędzy terenowymi organami administracji państwowej stopnia wojewódzkiego a ministrami lub kierownikami urzędów centralnych oraz występowanie z wnioskami i wyrażanie opinii w sprawach uchylania zarządzeń wspomnianych terenowych organów w wypadkach sprzeczności z prawem lub zasadniczą linią polityki Państwa,
- przedstawianie Prezesowi Rady Ministrów wniosków w sprawach ustalania liczby zastępców naczelników miast i dzielnic oraz określania miast (miast i gmin), w których w myśl obowiązujących przepisów mogą być powoływani zastępcy naczelników miast (miast i gmin),
- sprawowanie nadzoru nad bieżącą działalnością terenowych organów administracji państwowej oraz udzielanie im wytycznych i zaleceń w tym zakresie,
- udzielanie wytycznych w sprawie form organizacyjnych działalności terenowych organów administracji państwowej,
- zapewnienie warunków do należytego funkcjonowania terenowych organów administracji państwowej, kontrola stosowania przez nie zasad prawidłowej organizacji pracy i sprawnego załatwiania spraw obywateli,
- udzielanie wytycznych i wyjaśnień w sprawach organizacji i funkcjonowania urzędów terenowych organów administracji państwowej oraz jednostek im podporządkowanych,
- udzielanie terenowym organom administracji państwowej stopnia wojewódzkiego wytycznych w sprawie zakresu czynności wydziałów wchodzących w skład podległych im urzędów,
- bieżąca koordynacja działalności terenowych organów administracji państwowej, w szczególności przez stwarzanie warunków do realizacji wspólnych zadań i zawierania porozumień oraz kontrola realizacji tych porozumień,
- opiniowanie spraw związanych z uprawnieniami koordynacyjnymi terenowych organów administracji państwowej oraz współdziałanie w tym zakresie z ministrami i kierownikami urzędów centralnych,
- bieżąca kontrola realizacji planów społeczno-gospodarczego rozwoju województw, udzielanie doraźnej pomocy w zwalczaniu trudności i usuwaniu przeszkód w wykonywaniu konkretnych zadań i występowanie do właściwych organów z odpowiednimi wnioskami, a także opracowywanie ocen wykonywania planów i przedstawianie tych ocen Prezesowi Rady Ministrów,
- udzielanie pomocy w działalności terenowych organów administracji państwowej oraz podejmowanie czynności w celu upowszechnienia ich osiągnięć,
- rozstrzyganie spraw spornych pomiędzy terenowymi organami administracji państwowej stopnia wojewódzkiego,
- ustalanie dla terenowych organów administracji państwowej stopnia wojewódzkiego ogólnych zasad realizacji zadań resortu, uchylanie lub zmiana – na zasadach określonych odrębnymi przepisami – decyzji wydanych przez te organy w sprawach indywidualnych, dokonywanie merytorycznej kontroli działalności biur organizacyjno-prawnych i kadr, wydziałów kontroli i instruktażu, wydziałów gospodarki terenowej i ochrony środowiska oraz wydziałów budżetowo-gospodarczych w urzędach terenowych organów administracji państwowej stopnia wojewódzkiego, a także udzielanie pomocy w działalności i w upowszechnianiu osiągnięć tych wydziałów,
- współdziałanie z właściwymi ministrami (kierownikami urzędów centralnych) w organizowaniu merytorycznej kontroli działalności wydziałów innych niż wymienione pod lit. m) w urzędach terenowych organów administracji państwowej stopnia wojewódzkiego i wykorzystywanie wyników kontroli w celu usprawnienia działalności wydziałów, a także w upowszechnianiu ich osiągnięć,
- współdziałanie z właściwymi ministrami w sprawach ustalania sieci jednostek organizacyjnych działających w terenie, w tym również poza systemem rad narodowych, oraz terytorialnego zakresu działania tych jednostek,
- ustalanie wspólnie z właściwymi ministrami zasad współpracy terenowych organów administracji państwowej z jednostkami organizacyjnymi działającymi poza systemem rad narodowych,
- opracowywanie projektów przepisów prawnych dotyczących organizacji funkcjonowania terenowych organów administracji państwowej i podległych im urzędów,
- opiniowanie projektów aktów prawnych opracowanych przez ministrów (kierowników urzędów centralnych), a także przez inne jednostki organizacyjne, w zakresie dotyczącym terenowych organów administracji państwowej,
- opiniowanie projektów przepisów dotyczących działalności rad narodowych i ich organów,
- koordynacja programowania i planowania budownictwa administracyjnego terenowych organów administracji państwowej.

W dziedzinie dokonywania zmian w podziale administracyjnym Państwa
- opracowywanie projektów aktów prawnych w sprawach zmiany w podziale administracyjnym na województwa, zmiany siedziby wojewódzkich organów władzy i administracji państwowej, zmiany nazwy i granic województwa oraz utworzenia miasta,
- dokonywanie zmian granic miasta oraz tworzenie, łączenie i znoszenie gmin, zmiana ich granic, a także ustalanie siedzib gminnych organów władzy i administracji państwowej i nazw gmin,
- zasięganie opinii właściwych rad narodowych w sprawie projektowanych zmian granic województwa oraz zmian, o których mowa pod lit. b,
- opracowywanie projektów przepisów określających zasady podziału większych miast na dzielnice,
- ustalanie i dokonywanie zmian nazw miejscowości oraz obiektów fizjograficznych po zasięgnięciu opinii przedstawicieli nauki oraz zainteresowanych ministrów (kierowników urzędów centralnych),
- prowadzenie aktualnej dokumentacji podziału administracyjnego oraz wykazu miejscowości i obiektów fizjograficznych.

W dziedzinie miejscowych planów zagospodarowania przestrzennego miast i wsi
- ustalanie kierunków działania w zakresie planowania miejscowego i gospodarki przestrzennej oraz ustalanie zasad sporządzania, uzgadniania i zatwierdzania miejscowych planów zagospodarowania przestrzennego,
- ustalanie normatywów i wytycznych do opracowywania miejscowych planów zagospodarowania przestrzennego,
- kierunków, zasad i trybu postępowania w sprawach dotyczących miejsca realizacji inwestycji oraz współdziałanie w tym zakresie z innymi organami naczelnymi właściwymi w sprawach planowania przestrzennego,
- ustalanie normatywów oraz programowanie niezbędnych przedsięwzięć w celu zapewnienia prawidłowej realizacji planów urbanistycznych budownictwa jednorodzinnego i letniskowego;
- w dziedzinie geodezji i kartografii:
- określanie kierunków rozwoju, programowanie, planowanie i wykonywanie zadań z zakresu geodezji i kartografii na potrzeby gospodarki narodowej i obronności kraju, z wyjątkiem zadań przekazanych do wykonania służbom geodezyjnym innych resortów oraz opracowywanie projektów lub wydawanie przepisów i ustalanie normatywów dotyczących geodezji i kartografii,
- koordynacja organizacji i zakresu działania służb geodezyjnych innych resortów oraz kontrola fachowej działalności tych służb,
- rozgraniczanie nieruchomości, ewidencja gruntów oraz założenie i prowadzenie katastru uzbrojenia terenu na obszarze miast,
- reprodukcja i obieg materiałów geodezyjnych i kartograficznych oraz prowadzenie składnic tych materiałów,
- ustalanie rodzaju i zakresu opracowań geodezyjno-kartograficznych i czynności geodezyjnych obowiązujących w budownictwie,
- dokonywanie okresowych ocen realizacji zadań terenowych organów administracji państwowej w dziedzinie geodezji i kartografii.

W dziedzinie gospodarki terenami miejskimi
- inicjowanie i ustalanie zasad gospodarowania terenami na obszarze miast oraz terenami poza granicami administracyjnymi miast, włączonymi do planów zagospodarowania przestrzennego tych miast w celu realizacji ich zadań gospodarczych,
- występowanie do Rady Ministrów z wnioskami o uznanie niektórych terenów miejskich za obszary urbanizacyjne,
- inicjowanie i ustalanie zasad i trybu sprzedaży, użytkowania przez jednostki gospodarki uspołecznionej oraz dzierżawy budynków i lokali stanowiących własność Państwa,
- ocena realizacji przez terenowe organy administracji państwowej planów sprzedaży budynków i lokali stanowiących własność Państwa na rzecz osób fizycznych.

W dziedzinie architektury miast i wsi
- inicjowanie i kontrola działania w dziedzinie rozwoju architektury i kształtowania przestrzennego jednostek osadniczych,
- ustalanie warunków technicznych, jakim powinny odpowiadać obiekty budowlane, oraz warunków technicznych utrzymania i użytkowania obiektów budowlanych – w zakresie przewidzianym w prawie budowlanym,
- określanie zakresu i problematyki planów realizacyjnych oraz ustalanie trybu ich zatwierdzania,
- inicjowanie i popieranie twórczości urbanistycznej i architektonicznej.

W dziedzinie kontroli przestrzegania prawa budowlanego
- ustalanie zasad i trybu działania nadzoru urbanistyczno-budowlanego,
- określanie wymagań w zakresie przygotowania zawodowego osób wykonujących samodzielne funkcje techniczne w budownictwie oraz ustalanie zasad i trybu stwierdzania posiadanego przygotowania zawodowego do sprawowania tych funkcji,
- dokonywanie okresowych ocen działalności terenowych organów administracji państwowej w zakresie sprawowania nadzoru urbanistyczno-budowlanego i techniczno-budowlanego oraz nadzoru nad wykonywaniem samodzielnych funkcji technicznych w budownictwie,
- wykonywanie kontroli przestrzegania prawa budowlanego.

W dziedzinie wywłaszczania nieruchomości
- inicjowanie ustalania zasad wywłaszczania nieruchomości oraz trybu postępowania w tych sprawach,
- dokonywanie okresowych ocen działalności terenowych organów administracji państwowej w zakresie wykorzystania wywłaszczonych nieruchomości, zasadności wykupu nieruchomości przez jednostki gospodarki uspołecznionej oraz przestrzegania zasad ustalania odszkodowań i cen wykupu nieruchomości.

W dziedzinie gospodarki komunalnej
- ustalanie kierunków rozwoju oraz zasad programowania, projektowania, eksploatacji i funkcjonowania urządzeń komunalnych,
- zaopatrzenia w wodę ludności miast, a także innych jednostek osadniczych w zakresie ustalonym przepisami szczególnymi,
- odprowadzania oraz oczyszczania ścieków miejskich,
- melioracji miejskich,
- dróg na terenie miast – wraz z wyposażeniem tych dróg – w zakresie ustalonym przepisami szczególnymi,
- komunikacji miejskiej,
- terenów zieleni miejskiej (parki, zieleń osiedlowa i przyuliczna, lasy komunalne, ogrody działkowe) i cmentarzy,
- służących do utrzymania porządku i czystości w miastach i innych jednostkach osadniczych w zakresie ustalonym przepisami szczególnymi,
- zbiorowego ogrzewania budynków mieszkalnych i obiektów komunalnych, z wyjątkiem elektrociepłowni,
- oświetlenia ulic i placów publicznych,
- zapewnienia wykonywania usług komunalnych,
- ogrodów zoologicznych.

W dziedzinie gospodarki mieszkaniowej
- opracowywanie prognoz rozwoju gospodarki mieszkaniowej,
- ustalanie kierunków rozwoju, koordynacja i ogólny nadzór nad realizacją uspołecznionego i indywidualnego budownictwa mieszkaniowego dla ludności nierolniczej oraz budownictwa towarzyszącego,
- ustalanie wytycznych oraz określanie zasad projektowania budownictwa mieszkaniowego,
- przygotowywanie założeń polityki mieszkaniowej, zasad finansowania i warunków realizacji budownictwa mieszkaniowego,
- sporządzanie ogólnokrajowych planów budownictwa mieszkaniowego,
- sprawowanie ogólnego nadzoru nad realizacją planów budownictwa mieszkaniowego i przygotowywanie analiz i ocen w tym zakresie,
- projektowanie zasad gospodarowania zasobami mieszkaniowymi przeznaczonymi dla ludności nierolniczej oraz kontrola przestrzegania prawa lokalowego,
- ustalanie kierunków rozwoju i zasad świadczenia usług mieszkaniowych oraz ich międzyresortowa koordynacja,
- projektowanie zasad zaspokajania potrzeb mieszkaniowych oraz koordynacja i ocena ich realizacji przez wszystkich dysponentów lokali,
- ustalanie kierunków rozwoju i zasad świadczenia usług remontowo-budowlanych przez jednostki zarządzające budynkami mieszkalnymi rad narodowych.

## Zniesienie urzędu
Na podstawie ustawy 1983 r. o utworzeniu urzędu Ministra Administracji i Gospodarki Przestrzennej ustanowiono nowy urząd, do którego przeszły sprawy należące dotychczas do zakresu działania:
- Ministerstwo Administracji, Gospodarki Terenowej i Ochrony Środowiska z wyłączenie spraw o ochronie i kształtowaniu środowiska;
- Ministerstwa Budownictwa i Przemysłu Materiałów Budowlanych dotyczących koordynacji w dziedzinie projektowania budowlanego oraz zasad i trybu wydawania pozwoleń na działalność zawodową;
- Ministerstwa Rolnictwa i Gospodarki Żywnościowej dotyczące ograniczenia i podziału nieruchomości oraz ewidencji gruntów i budynków na obszarze gmin.